# Emma Ozores Ruiz
Emma Ozores Ruiz (Madrid, 2 de març de 1961) és una actriu espanyola. Pertany per partida doble a una important saga de còmics, actors i músics.

## Biografia
És filla del conegut actor Antonio Ozores Puchol (1928-2010) i de l'actriu Elisa Montés (1934).
Per part de pare és neta de Mariano Ozores i Luisa Puchol, neboda de l'actor José Luis Ozores Puchol i del director i guionista Mariano Ozores Puchol, i cosina de l'actriu Adriana Ozores Muñoz.
Per part de mare és neboda de les també actrius Emma Penella i Terele Pávez, neta del polític de dretes Ramón Ruiz Alonso, besneta del compositor Manuel Penella Moreno i rebesneta del compositor Manuel Penella Raga. Endemés, també és neboda del productor de cinema Emiliano Piedra, casat amb la seva tia Emma.
Ja des de petita volia ser actriu malgrat considerar-se a si mateixa una persona tímida. Polifacètica, al llarg de la seva carrera ha fet revistes, musicals, teatre clàssic, sèries de televisió i pel·lícules, encara que es decanta per personatges còmics. Entre els seus últims treballs s'inclou la seva participació l'any 2006 a l'existosa sèrie Aquí no hay quien viva de Antena 3, l'obra de teatre El último que apague la luz (2007), dirigida pel seu pare i l'obra de teatre Desnudos en Central Park amb Manuel Galiana.
En 2009 i després de 15 anys, Emma torna a interpretar a Sandra en l'especial de Farmàcia de guàrdia: La última guardia. Una tv movie que Antena 3 va preparar per commemorar els 20 anys d'aquesta cadena

## Trajectòria professional

### Televisió
- (2010) Programa Al ataque chow a Telecinco presentat per Paz Padilla.
- (2010) TV movie La última guardia, interpretant el personatge de Sandra.
- (2006) Aquí no hay quien viva, interpretant Mamen.
- (2005) Programa Mira quién baila
- (2004) Diez en Ibiza, interpretant "Begoña".
- (1996-2000) La casa de los líos, interpretant "Elvirina".
- (1991-1995) Farmacia de guardia, interpretant Sandra.
- (1994) El sexólogo, interpretant Beatriz Acosta.
- (1993) Concurs 1,2,3 interpretant la doctora Remedios Ugarte.
- (1989) Brigada Central
- (1983) Anillos de oro
- (1982) "Por arte de magia". Debuta a televisió en el programa de màgia de Juan Tamariz y Selvin.

### Cinema
- (2011) Torrente 4
- (1991) Mala yerba
- (1990) Pareja enloquecida busca madre de alquiler
- (1989) Tahiti's girl
- (1988) Canción triste de ...
- (1988) Esta noche contigo
- (1987) El Embarazado
- (1987) No, hija, no
- (1985) El donante
- (1984) La Lola nos lleva al huerto
- (1983) Los caraduros
- (1983) La loca historia de los tres mosqueteros
- (1983) El currante
- (1983) Agítese antes de usarla

### Teatre
- Doña Mariquita de mi corazón (1985)
- El señor de las patrañas (1990)
- ¡Sublime decisión! (1991).
- El último que apague la luz (2007).
- Desnudos en Central Park (2009).
- Mírate en el espejo (2010).